# Comber (distillerie)
Pour les articles homonymes, voir Comber (homonymie).
Comber est une ancienne distillerie qui était située à Comber, une petite ville du comté de Down dans la banlieue de Belfast en Irlande du Nord. Le dernier whiskey y fut distillé en 1956. Les derniers fûts ont été mis en bouteille dans les années 1980 sous le nom de "Old Comber" et certaines de ces bouteilles sont encore sur le marché des collectionneurs.
La distillerie a été créée en 1825. Dans les premières années, il existait deux distilleries à proximité l'une de l'autre. On les appelait la distillerie d'en haut (Upper distillery) et la distillerie d'en bas (Lower distillery). Alors que la distillerie d'en bas devint une usine à papier, la distillerie d'en haut continua à distiller du whisky.
Le Old Comber pure pot still était un whiskey lourd et puissant qui ne put lutter pendant la seconde guerre mondiale, et surtout juste après, contre les blends plus légers qui envahissaient le marché irlandais. Malgré une très haute réputation de qualité, Comber Distillery a fermé ses portes en 1956.
Au moment de sa fermeture Comber était la dernière distillerie d'Irlande du Nord à produire du pure pot still whiskey.
En 2021, Echlinville Distillery reprend la marque Old Comber et recommence à produire le whisky pot still emblématique.
De nos jours, le dernier bâtiment de la distillerie encore existant dans Killinchy Street est occupé par un café. On y trouve quelques fûts datant de la distillerie.